# Chanh muối

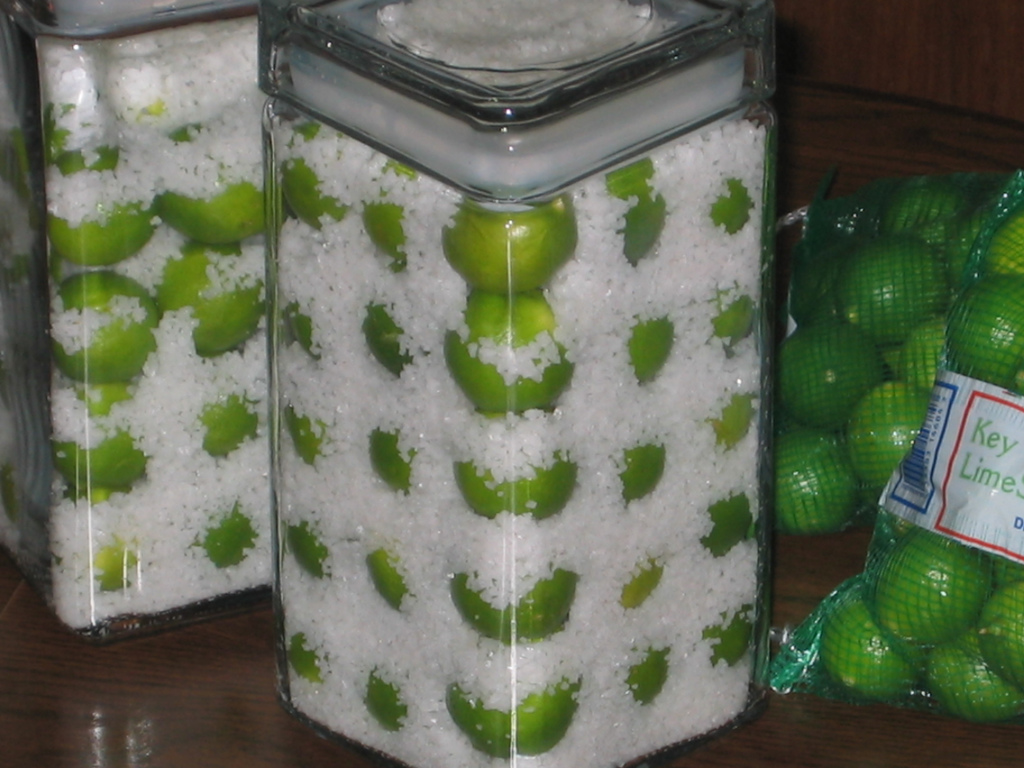
Lagring av chanh muối i glasburkar

Chanh muối är en vietnamesisk metod för att konservera lime genom att lägga in den i salt. Namnet kommer från de vietnamesiska orden chanh (lime) och muối (salt). Limefrukterna packas i en glasburk tillsammans med salt och placeras i solen till dess den osmotiska processen fördelat limesaft och salt jämnt till en sorts salt och surt spad i vilken limefrukterna får ligga.

## Servering

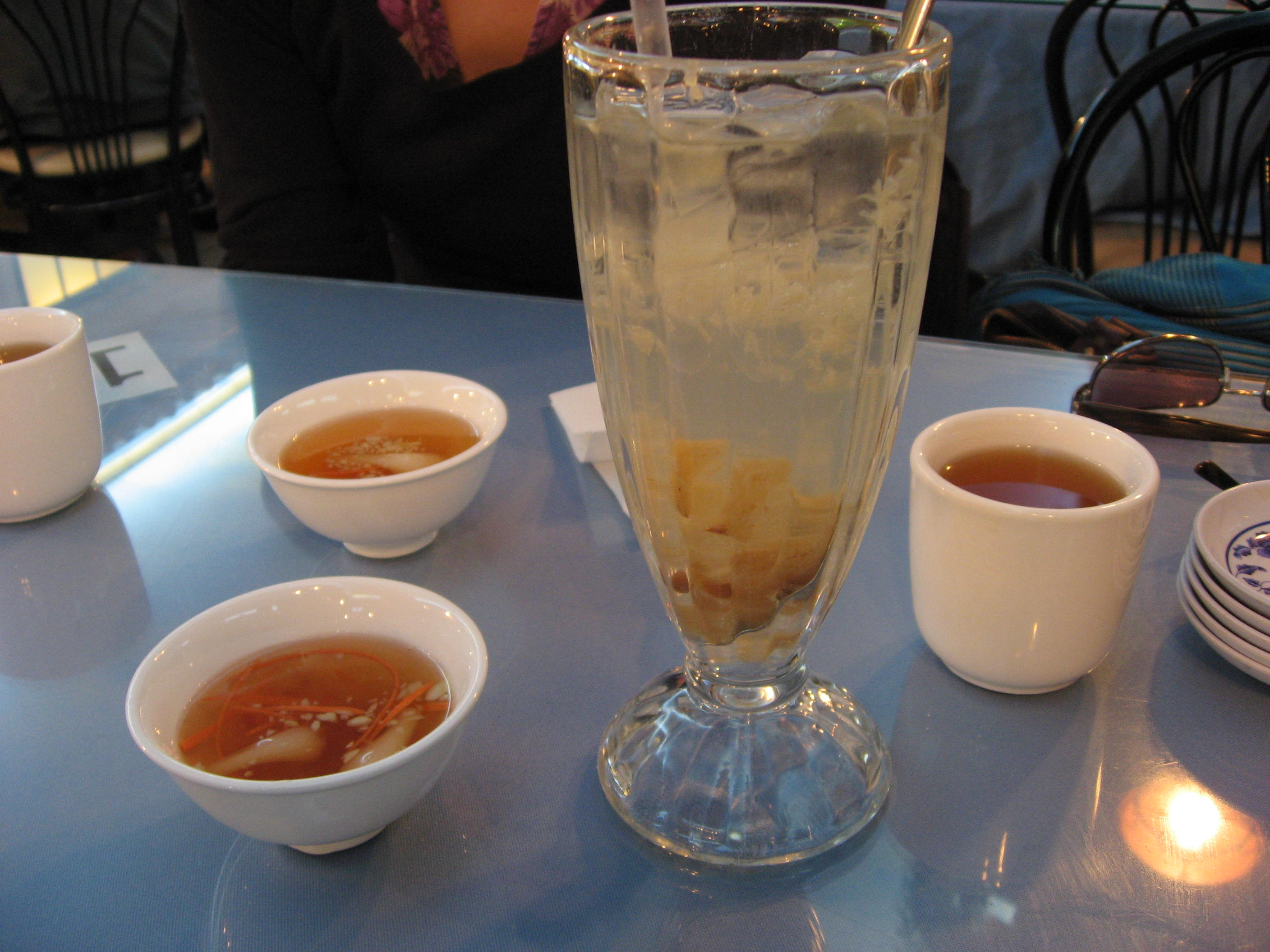
Ett glas citronbaserad chanh muối på en restaurant i New Yorks Chinatown

Chanh muối blandas med socker och vatten (ibland kolsyrat) för att göra en dryck som också kallas chanh muối (eller soda chanh muối om den görs med kolsyrat vatten). Man lägger då en bit chanh muối i ett glas tillsammans med lite socker, mosar ihop det hela en aning och späder sedan med vatten. Det förekommer även att citroner får ersätta lime vid tillverkningen av denna dryck.